# Der Ziegelbrenner
Der Ziegelbrenner (en allemand : Le Fondeur de briques) est une revue anarchiste allemande, publiée de 1917 à 1921, et dont le principal ou unique rédacteur était Ret Marut, pseudonyme antérieur de B. Traven.

## Histoire
Le premier numéro paraît le 1er septembre 1917. L’éditeur en est Ret Marut, avec pour principale (et peut-être unique) collaboratrice Irene Mermet. La revue est vendue par abonnement ; elle est également diffusée par des libraires aux opinions politiques proches de celles des deux éditeurs. Une partie de la distribution a été faite par des officiers. Le dernier numéro paraît en décembre 1921.
Le titre de fondeur de briques est destiné à évoquer le matériau de construction sociopolitique. La couverture prend la couleur rouge de la brique, et le format (12 par 21 cm). Dans leur conception de la revue, Ret Marut et Irene Mermet ont été influencés par le Kain d’Erich Muhsam, le Fackel (de) de Karl Kraus et l’Aktion de Franz Pfemfert.
Le sous-titre de la revue était : « Critique des conditions et des contemporains répugnants ». Il est à parution irrégulière ; ses cibles principales sont la bourgeoisie, le capitalisme, le militarisme.
Selon Oskar Maria Graf, il échappe à la censure car l’organisme chargé de l’appliquer considérait qu’il s’agissait d’un journal de maçons. La revue n’était contactable que par l’intermédiaire d’une boîte postale. Les lecteurs sont des urbains instruits, des soldats, des officiers, principalement en Allemagne, mais aussi en Autriche et au Danemark. Il reçoit des lettres de lecteurs du front. Certains abonnés sont connus : Klabund, Wilhelm Herzog (de), Hans Reimann, Siegfried Jacobsohn. La publication du Ziegelbrenner lui a aussi permis d’entretenir une correspondance avec Oskar Maria Graf.
Le 7 novembre 1918, se déclenche la révolution allemande, à laquelle Marut participe activement avec Irene. Les évènements font grossir subitement le nombre d’abonnés au Ziegelbrenner, d’où sa réaction dans la revue :
« Je vois que j’ai trop d’abonnés. Un peu de patience, je vais réduire votre nombre [...] J’ai besoin de véritables lecteurs : les consommateurs n’ont qu’à se tourner vers la presse quotidienne ou harceler les revues qui ont besoin d’abonnés. Moi je n’en ai pas besoin. »
En décembre 1918, il organise deux soirées à la Halle des Beaux-Arts de Munich où des lectures du Ziegelbrenner sont faites, l’orateur et la salle restant dans l’ombre. Dans le contexte agité de la révolution allemande, Marut vilipende la presse capitaliste,.
La revue est interdite en 1919 après la répression impitoyable de la république des conseils de Bavière. Au même moment, Marut échappe de peu à sa condamnation à mort en s’enfuyant, se cache, et réussit à continuer à publier la revue jusqu’à la fin de 1921. Pour cela, Marut se réfugie à la communauté de Kaltall, dans l’Eifel près de Cologne. C’est l’imprimerie de la communauté qui sert à imprimer les derniers numéros du Ziegelbrenner,,,. Marut réussit ensuite à passer clandestinement au Royaume-Uni, puis au Mexique où il entame une carrière littéraire sous le pseudonyme de B. Traven. Peu de personnes, ou personne, n’a de nouvelles de lui après cette date.
Bien qu’à diffusion limitée, la revue était connue dans les milieux anarchistes, et son auteur apprécié. Aussi, en sortant de prison, Erich Mühsam lance un appel dans le premier numéro de sa revue Fanal sous le titre : Où est le Fondeur de briques ?.
Le tirage a pu atteindre 6000 exemplaires à la fin de la guerre ; il a décliné ensuite, ses lecteurs attirés par ses positions antimilitaristes ayant pu être désarçonnés par son soutien aux révolutions.
Der Ziegelbrenner est aussi le nom d’une maison d’édition associée à la revue fondée en mars 1918 qui a publié des textes de Marut et Le Feu d’Henri Barbusse. Autre sympathie littéraire : Frank Wedekind, salué à l’occasion de ses obsèques.

## Mémoire

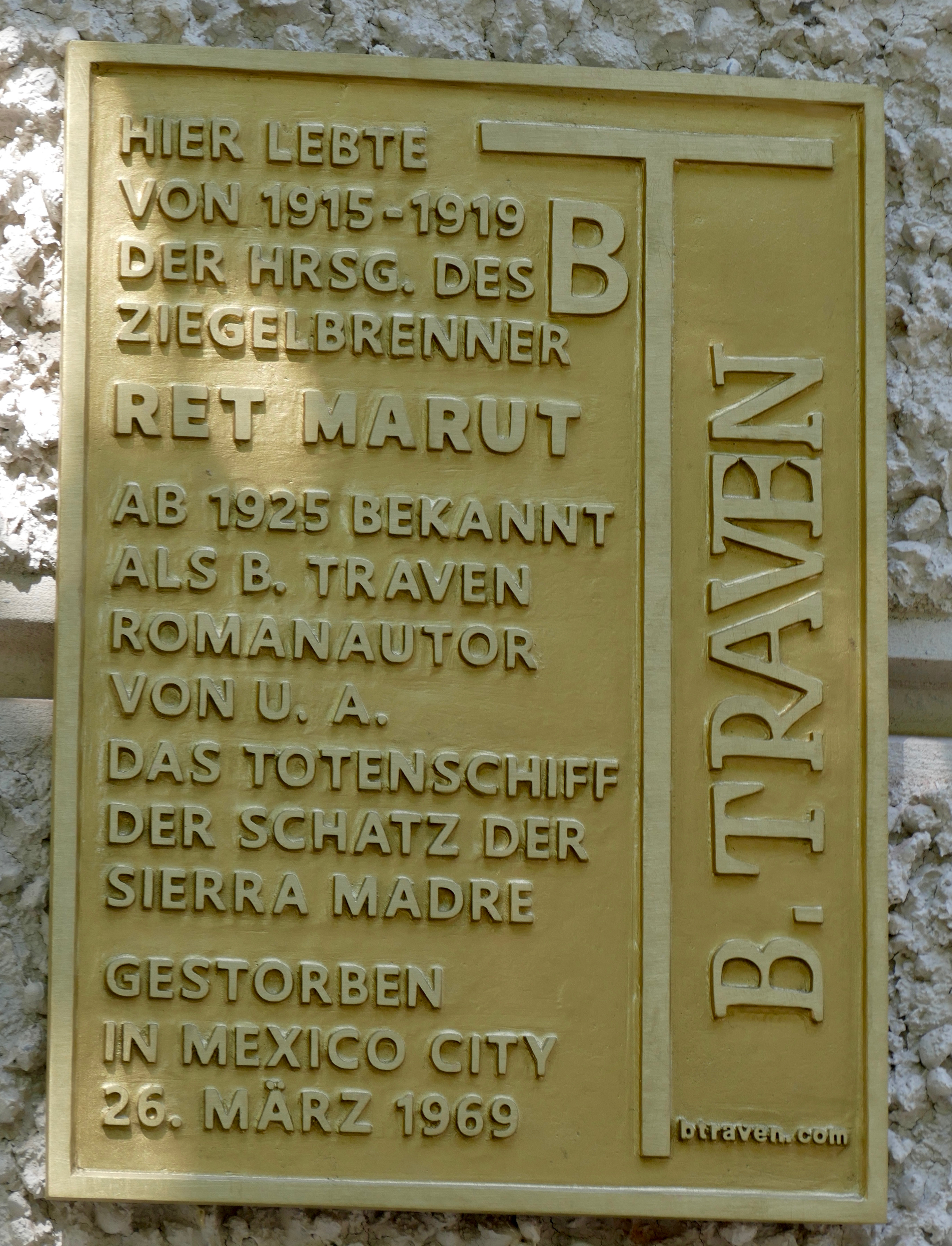
Plaque commémorative au 84 Clemensstrasse à Münich, inaugurée pour les 100 ans de la fuite de Ret Marut de la ville (Ici a vécu l’éditeur du Ziegelbrenner, Ret Marut, de 1915 à 1919, connu depuis comme le romancier B. Traven, auteur du Vaisseau des morts et du Trésor de la Sierra Madre, mort à Mexico le 26 mars 1969).

Son auteur, Ret Marut alias B. Traven est devenu mondialement connu. Pour le 50e anniversaire de sa mort, les textes du Ziegelbrenner ont été plusieurs fois joués et présentés. Une plaque a été apposée sur son ancien logement, au 84 Clemensstrasse à Munich.
Le nom de la maison d’édition Les Fondeurs de briques a été choisi en référence à cette revue.